# Beatrice Kamuchanga Alice
Beatrice Kamuchanga Alice née le 20 novembre 1997 est une athlète, coureuse congolaise (RDC) de longue distance. Elle a participé aux Jeux olympiques de 2016 à Rio de Janeiro au Brésil dans la course féminine de 5000 mètres, éliminée dès les tours préliminaires,,.